# Żyła piersiowa boczna
Żyła piersiowa boczna (łac. vena thoracica lateralis) – w anatomii człowieka żyła tułowia odprowadzająca krew z mięśnia zębatego przedniego, a także ze skóry piersi i gruczołu sutkowego za pośrednictwem splotu żylnego otoczkowego i z części skóry brzucha za pośrednictwem żył piersiowo-nabrzusznych. Wpada do żyły pachowej.